# Virtus Pallacanestro Bologna 1934

## Roster
Virtus Bologna
- Venzo Vannini (capitano)
- Francesco Cao
- Giancarlo Marinelli
- Athos Paganelli
- Giuseppe Palmieri
- Bruno Pirazzoli
- Lino Rossetti
- Napoleone Valvola

## Staff Tecnico
- Allenatore:  Filippo Giuli
- Allenatore:  Giuseppe Palmieri

## Risultati
- Prima Divisione Nord-Est: vincente eliminatoria (2-0); 1ª classificata a pari merito girone di qualificazione (3-1); 1ª classificata finali a Firenze (2-0);
- Promossa in Divisione Nazionale